# Lysmata seticaudata
Lysmata seticaudata är en kräftdjursart som först beskrevs av Risso 1816.  Lysmata seticaudata ingår i släktet Lysmata och familjen Hippolytidae. Inga underarter finns listade i Catalogue of Life.